# Janko Drašković
Janko Drašković, född 20 oktober 1770 i Zagreb, död 14 januari 1856 i Radkersburg, var kroatisk patriot och politisk skriftställare. 
Drašković studerade i Wien och deltog i det turkiska fälttåget under Gideon Ernst von Laudon. För den nationella pånyttfödelsen i Kroatien verkade han livligt, särskilt genom grundandet av den första kroatiska litteraturföreningen "Čitaonica ilirska" (1838) och "Matica ilirska" (1842), vars förste ordförande han blev. Bland hans patriotiska skrifter märks Ein Wort an Illyriens hochherzige Töchter über die ältere Geschichte und neueste Regeneration ihres Vaterlandes (1838) och Sollen wir Magyaren werden (1833). Hans lik flyttades 1893 under stora hedersbetygelser till Mirogojkyrkogården i Zagreb.